# Роковое искушение
«Роковое искушение» (англ. The Beguiled) — американский драматический триллер режиссёра Софии Копполы по роману писателя Томаса Куллинана, рассказывающий историю капрала армии северян, подобранного воспитанницами закрытого женского пансиона. Ремейк фильма «Обманутый» 1971 года режиссёра Дона Сигела, с актёром Клинтом Иствудом в главной роли.

## Сюжет
Марта Фарнсворт руководит пансионом для девушек в Виргинии во время Гражданской войны в США. В 1864 году почти все учащиеся, учителя и рабы уехали. Только учительница Эдвина Морроу и пять учениц остались с мисс Фарнсворт.
Собирая грибы в лесу, Эми, одна из учениц, наткнулась на Джона Макбёрни, капрала федеральной армии, раненного в ногу во время сражения и потому покинувшего поле боя.
Закрытый пансион для девушек был надёжно спрятан от внешнего мира до того дня, пока искавший помощи и укрытия молодой человек не ступил за его ворота. С этого мгновения таинственный особняк оказался в плену рокового искушения.

## В ролях
- Колин Фаррелл — Джон МакБёрни
- Эль Фэннинг — Алисия
- Кирстен Данст — Эдвина Морроу
- Николь Кидман — Марта Фартсворт
- Уна Лоуренс — Эми
- Энгаури Райс — Джейн
- Эддисон Рики — Мэри
- Уэйн Пер — капитан
- Эмма Ховард — Эмили
- Мэтт Стори — солдат-конфедерат
- Джоэл Олбин — кавалерист

## Релиз
Премьера фильма состоялась на Каннском кинофестивале 24 мая 2017 года.

## Награды
- 2017 — Приз Каннского кинофестиваля за лучшую режиссуру — София Коппола[2]